# Jutro će promeniti sve
Jutro će promeniti sve je srbijanska televizijska serija iz 2018. godine u produkciji RTS-a.

## Sinopsis
Jutro će promeniti sve priča o mladim ljudima koji su prešli tridesetu, završili sa školovanjem, nisu osnovali obitelj, nemaju stalne poslove i još uvijek traže sebe i svoje mjesto u svijetu. Kroz borbu sa životnim izazovima jedne generacije, serija pokušava dočarati i duh Beograda danas.